# Cry Baby (album)
Singles
1. Pity Party
Sortie : 2 juin 2015
2. Soap (en)
Sortie : 10 juillet 2015
3. Sippy Cup (en)
Sortie : 31 juillet 2015

Cry Baby est le premier album de la chanteuse américaine Melanie Martinez sorti le 14 août 2015 par Atlantic Records. 

## Description
Il est proposé en format digital, vinyle, cassette et CD. Il se place à la première position du Top 100 Billboard Altenative et à la sixième place du top Billboard à sa sortie et s'est vendu à 56 000 exemplaires en septembre 2015. Au début de 2017 on compte plus d'un million d'exemplaires vendus tous formats compris. 
C'est un album-concept à propos d'un monde créé autour du personnage de Cry Baby, qui représente la chanteuse. Il est le dixième meilleur album de l'année 2015 selon les journalistes du site web Idolator.

### Liste des pistes
| Édition standard | Édition standard      | Édition standard                                                                                                | Édition standard | Édition standard | Édition standard | Édition standard | Édition standard | Édition standard | Édition standard |
| No               | Titre                 | Auteur | Durée            |                  |                  |                  |                  |                  |                  |
| ---------------- | --------------------- | --- | ---------------- | ---------------- | ---------------- | ---------------- | ---------------- | ---------------- | ---------------- |
| 1.               | Cry Baby              | Melanie Martinez, Jeremy Dussolliet, Tim Sommers                                                                | 3:59             |                  |                  |                  |                  |                  |                  |
| 2.               | Dollhouse (en)        | Melanie Martinez, Jeremy Dussolliet, Tim Sommers                                                                | 3:51             |                  |                  |                  |                  |                  |                  |
| 3.               | Sippy Cup (en)        | Melanie Martinez, Jeremy Dussolliet, Tim Sommers                                                                | 3:15             |                  |                  |                  |                  |                  |                  |
| 4.               | Carousel (en)         | Melanie Martinez, Jeremy Dussolliet, Tim Sommers                                                                | 3:50             |                  |                  |                  |                  |                  |                  |
| 5.               | Alphabet Boy          | Melanie Martinez, Jeremy Dussolliet, Tim Sommers                                                                | 4:13             |                  |                  |                  |                  |                  |                  |
| 6.               | Soap (en)             | Melanie Martinez, Emily Warren (en), Kyle Shearer                                                               | 3:29             |                  |                  |                  |                  |                  |                  |
| 7.               | Training Wheels       | Melanie Martinez, Scott Hoffman                                                                                 | 3:25             |                  |                  |                  |                  |                  |                  |
| 8.               | Pity Party            | Christopher Baran, Kara DioGuardi, John Gluck, Wally Gold (en), Seymour Gottlieb, Melanie Martinez, Herb Wiener | 3:24             |                  |                  |                  |                  |                  |                  |
| 9.               | Tag, You're It        | Melanie Martinez, Scott Harris, Rick Markowitz                                                                  | 3:09             |                  |                  |                  |                  |                  |                  |
| 10.              | Milk and Cookies      | Melanie Martinez, Jeremy Dussolliet, Rick Markowitz                                                             | 3:26             |                  |                  |                  |                  |                  |                  |
| 11.              | Pacify Her            | Melanie Martinez, Chloe Angelides (en), Michael Leary                                                           | 3:40             |                  |                  |                  |                  |                  |                  |
| 12.              | Mrs. Potato Head (en) | Melanie Martinez, Jeremy Dussolliet, Tim Sommers                                                                | 3:37             |                  |                  |                  |                  |                  |                  |
| 13.              | Mad Hatter            | Melanie Martinez, Jeremy Dussolliet, Bryan Fryzel, Aaron Kleinstub                                              | 3:21             |                  |                  |                  |                  |                  |                  |
| 46:38            |                       | |                  |                  |                  |                  |                  |                  |                  |

| Édition digitale deluxe (pistes bonus) | Édition digitale deluxe (pistes bonus) | Édition digitale deluxe (pistes bonus)    | Édition digitale deluxe (pistes bonus) | Édition digitale deluxe (pistes bonus) | Édition digitale deluxe (pistes bonus) | Édition digitale deluxe (pistes bonus) | Édition digitale deluxe (pistes bonus) | Édition digitale deluxe (pistes bonus) | Édition digitale deluxe (pistes bonus) |
| No                                     | Titre                                  | Auteur                                    | Durée                                  |                                        |                                        |                                        |                                        |                                        |                                        |
| -------------------------------------- | -------------------------------------- | ----------------------------------------- | -------------------------------------- | -------------------------------------- | -------------------------------------- | -------------------------------------- | -------------------------------------- | -------------------------------------- | -------------------------------------- |
| 1.                                     | Play Date                              | Decilveo, Melanie Martinez                | 2:59                                   |                                        |                                        |                                        |                                        |                                        |                                        |
| 2.                                     | Teddy Bear                             | Melanie Martinez, Phoebe Ryan, Felix Snow | 4:05                                   |                                        |                                        |                                        |                                        |                                        |                                        |
| 3.                                     | Cake                                   | Melanie Martinez, Baran                   | 3:19                                   |                                        |                                        |                                        |                                        |                                        |                                        |
| 10:23                                  |                                        |                                           |                                        |                                        |                                        |                                        |                                        |                                        |                                        |

### Musiciens
- Melanie Martinez : voix
- Jeff Levin : A&R
- Pete Ganbarg (en) : A&R
- Anne Declemente : A&R
- Mitch McCarthy : mixage
- Manny Marroquin (en) : mixage
- Chris Gehringer : mastering